# CAMS 55
Die CAMS 55 ist ein französisches Flugboot, das hauptsächlich in den 1930ern zum Einsatz kam.

## Entwicklung
Die CAMS 55 entstand als weiteres Modell einer 1927 mit der CANT 51 begonnenen Serie von Flugbooten aufgrund einer Forderung der französischen Marine nach einem Typ zur Aufklärung und Küstenüberwachung. Der erste Prototyp CAMS 55.001 erhielt zwei HS 12Lbr-Motoren mit 447 kW (608 PS). Er wurde 1928 fertiggestellt und absolvierte anschließend mit seinem Konstrukteur Maurice Hurel den Erstflug. Nachfolgend wurden noch insgesamt vier Versuchsmuster hergestellt, zwei mit Jupiter-Sternmotoren ausgerüstet und als CANT 55J bezeichnet sowie zwei CANT 55H mit Hispano-Suiza-Triebwerken. Diese Flugzeuge gingen 1930 zur Truppenerprobung an die in Berre-l’Étang stationierte Escadrille 3E1. Die Marine bemängelte bei der Auswertung zwar die geringe Höchst- und Steiggeschwindigkeit, ordnete aber aufgrund der guten Flugeigenschaften und Seetüchtigkeit den Serienbau an.
Die erste als CAMS 55/1 benannte Serie umfasste 43 Exemplare und war wie schon der Prototyp mit HS-12Lbr-Antrieben ausgerüstet. Parallel dazu erschien die mit Jupiter-9Akx-Lizenzmotoren von Gnome-Rhône ausgestattete CAMS 55/2, von der 29 Stück gebaut wurden.
Als Sonderausführung erschien 1932 die als Langstreckenaufklärer vorgesehene CANT 55/3. Sie erhielt im Gegensatz zu den aus Holz gefertigten Serienausführungen einen Bootskörper aus Ganzmetall. Am 4. Januar stürzte sie schon in früher Erprobungsphase im CAMS-Zweigwerk von Sartrouville kurz nach dem Start in die Seine, wobei der Testpilot Antoine Brunel ums Leben kam. Die Entwicklung wurde deshalb eingestellt. Eine weitere nicht in die Produktion überführte Version war die CAMS 55/6 mit Leichtmetall-Stützschwimmern und Rumpfpassagen aus Duralumin- und Verdal-Legierungen, die die Masse im Vergleich zur Serie um 400 kg verringerten. Aufgrund finanzieller Engpässe erfolgte aber keine Übernahme in die Produktion.
Die letzte Serienvariante erschien 1934 als CANT 55/10. Sie erhielt zwei Mistral-Kbr-Sternmotoren mit Reduziergetriebe und vergrößerte Kraftstofftanks zur Reichweitenerhöhung. Es wurden 32 Stück gebaut, vier davon wurden für den Tropeneinsatz in Übersee ausgerüstet.
Ebenfalls 1934 wurde die letzte Ausführung CAMS 55/14 mit metallenem Rumpf und hölzernen Stützschwimmern entwickelt. Sie blieb ein Einzelstück.
Die CANT 55 war in der ersten Hälfte der 1930er Jahre in der französischen Marine weit verbreitet. In der Hochzeit waren 15 Escadrilles mit ihr ausgerüstet. Nach der Einführung des Fernaufklärers Bizerte ab 1936 nahm die Bedeutung des Typs allerdings ab und er wurde zunehmend nur noch für die Küstenüberwachung eingesetzt. Bei Beginn des Westfeldzugs 1940 standen noch 20 CANT 55/10 im Einsatz. Die letzten davon flogen bei der Escadrille 20S auf Tahiti und wurden im Januar 1941 ausgemustert und anschließend verschrottet.

## Aufbau
Die CAMS 55 ist ein einstieliger, verspannter Doppeldecker in Gemischtbauweise mit überwiegender Verwendung von Holz. Der zweistufige, gekielte Bootskörper besteht aus einer mit Sperrholz beplankten Eschenholzkonstruktion. Das Tragwerk setzt sich aus dem dreiteiligen Ober- und dem zweiteiligen Unterflügel gleicher Tiefe und Spannweite mit je zwei Kastenholmen zusammen und besteht aus Holz mit Stoffbespannung. Alle vier Tragflächen sind faltbar gestaltet und mit Querrudern ausgestattet. Im Mittelstück des Oberflügels sind zwei Schmierstoffbehälter mit Ölkühler untergebracht. Darunter befinden sich in einer Tandemgondel hintereinander angeordnet die Triebwerke mit Luftschrauben in Zug- bzw. Druckkonfiguration. Der untere, mit Sperrholz beplankte Teil der Seitenflosse bildet mit dem hinteren Rumpf eine Einheit, auf dem die nach oben und unten abgestrebte Höhenflosse und der obere Teil der Seitenflosse, die beide aus einem mit Stoff bespannten Holzrahmen bestehen, aufgesetzt sind. Sämtliche Ruder des Trag- und Leitwerks bestehen aus einem Metallrahmen mit Stoffbespannung.

## Technische Daten
| Kenngröße             | Daten (CAMS 55/1) | Daten (CAMS 55/10)                                                                                                   |
| --------------------- | --- | --- |
| Besatzung             | 5 | 5 |
| Länge                 | 14,99 m | 14,99 m |
| Spannweite            | 20,40 m (oben und unten)                                                                                             | 20,40 m (oben und unten)                                                                                             |
| Höhe                  | 5,60 m | 5,60 m |
| Flügelfläche          | 113,45 m² | 113,45 m² |
| Rüstmasse             | 4834 kg | 4310 kg |
| militärische Nutzlast | 806 kg | 820 kg |
| Betriebsstoffmasse    | 1260 kg | 1230 |
| Startmasse            | 7000 kg | 6400 kg |
| Flächenbelastung      | 62 kg/m² | 56,8 kg/m² |
| Leistungsbelastung    | 6,4 kg/PS | 6,46 kg/PS |
| Flächenleistung       | 9,6 PS/m² | 8,8 PS/m² |
| Antrieb               | zwei wassergekühlte Zwölfzylinder-V-Motoren mit Zug- /Druckluftschrauben                                             | zwei luftgekühlte Neunzylinder-Sternmotoren mit Zug- /Druckluftschrauben                                             |
| Typ                   | Hispano-Suiza 12 Lbr mit je 550 PS (405 kW)                                                                          | Gnome-Rhône 9 Kdr mit je 500 PS (368 kW)                                                                             |
| Kraftstoff            | je 620 l in zwei Unterflügel-Schwimmerbehältern je 200 l in drei Rumpfhilfstanks                                     | je 620 l in zwei Unterflügel-Schwimmerbehältern je 200 l in drei Rumpfhilfstanks                                     |
| Höchstgeschwindigkeit | 200 km/h in 1500 m Höhe                                                                                              | 195 km/h in 1500 m Höhe                                                                                              |
| Landegeschwindigkeit  | 100 km/h | 100 km/h |
| Steigzeit             | 6,5 min auf 1000 m 13 min auf 2000 m                                                                                 | 11,5 min auf 1500 m 28 min auf 2500 m                                                                                |
| Gipfelhöhe            | 3500 m | 3400 m |
| Reichweite            | 2000 km | 1375 km |
| Bewaffnung            | ein 7,7-mm-Zwillings-MG Lewis mit 1000 Schuss im Bugstand ein 7,7-mm-Zwillings-MG Lewis mit 800 Schuss im Rumpfstand | ein 7,7-mm-Zwillings-MG Lewis mit 1000 Schuss im Bugstand ein 7,7-mm-Zwillings-MG Lewis mit 800 Schuss im Rumpfstand |
| Abwurfmunition        | zwei 75-kg-Bomben G-2 an Unterflügel-Außenstationen                                                                  | zwei 75-kg-Bomben G-2 an Unterflügel-Außenstationen                                                                  |